# Hickory 276
Hickory 276, var ett Nascar-lopp som kördes på ovalbanan Hickory Motor Speedway i Hickory i North Carolina 1953-1956 samt 1959-1971. Loppets längd var genom åren i stort sett den samma, men allt eftersom banan kortades ner från ursprungliga 0,5 miles till 0,4 miles 1955 och till 0,363 miles 1970 avverkades fler varv. Hickory 276 var ett av två lopp som årligen kördes på Hickory Motor Speedway, det andra var Buddy Shuman 276. Den segerrikaste föraren är Junior Johnson med 5 segrar. 

## Tidigare namn
- Inget namn (1953-1956)
- Hickory 250 (1959-1969)
- Hickory 276 (1970-1971)

## Vinnare genom tiderna
| Säsong      | Datum     | Nr        | Förare          | Team/ bilägare        | Konstruktör | Distans   | Distans         | Tid       | Snitthastighet (mph) | Rapport   | Ref    |
| Säsong      | Datum     | Nr        | Förare          | Team/ bilägare        | Konstruktör | Varv      | Miles (km)      | Tid       | Snitthastighet (mph) | Rapport   | Ref    |
| ----------- | --------- | --------- | --------------- | --------------------- | ----------- | --------- | --------------- | --------- | -------------------- | --------- | ------ |
| 1953        | 16 maj    | 91        | Tim Flock       | Ted Chester           | Hudson      | 200       | 100 (160,934)   | i.u.      | i.u.                 |           | [ 1 ]  |
| 1954        | 19 juni   | 92        | Herb Thomas     | Herb Thomas           | Hudson      | 200       | 100 (160,934)   | 1:12.24   | 82,872               |           | [ 2 ]  |
| 1955        | 7 maj     | 55        | Junior Johnson  | Jim Lowe/Carl Beckham | Oldsmobile  | 200       | 80 (128,747)    | 1:21.36   | 58,823               |           | [ 3 ]  |
| 1956        | 12 maj    | 300C      | Speedy Thompson | Carl Kiekhaefer       | Chrysler    | 250       | 100 (160)       | 1:20.45   | 59.442               |           | [ 4 ]  |
| 1957 – 1958 | Kördes ej | Kördes ej | Kördes ej       | Kördes ej             | Kördes ej   | Kördes ej | Kördes ej       | Kördes ej | Kördes ej            | Kördes ej |        |
| 1959        | 2 maj     | 11        | Junior Johnson  | Paul Spaulding        | Ford        | 250       | 100 (160)       | 1:36.31   | 68.900               | Rapport   | [ 5 ]  |
| 1960        | 15 april  | 12        | Joe Weatherly   | Holman-Moody          | Ford        | 250       | 100 (160)       | 1:30.26   | 71,080               | Rapport   | [ 6 ]  |
| 1961        | 22 april  | 27        | Junior Johnson  | Rex Lovette           | Pontiac     | 250       | 100 (160)       | 1:30.01   | 66.654               | Rapport   | [ 7 ]  |
| 1962        | 5 maj     | 47        | Jack Smith      | Jack Smith            | Pontiac     | 250       | 100 (160)       | 1:24.15   | 71,216               | Rapport   | [ 8 ]  |
| 1963        | 24 mars   | 3         | Junior Johnson  | Ray Fox               | Chevrolet   | 250       | 100 (160)       | 1:26.38   | 67.950               | Rapport   | [ 9 ]  |
| 1964        | 16 maj    | 11        | Ned Jarrett     | Bondy Long            | Ford        | 250       | 100 (160)       | 1:26.30   | 69.364               | Rapport   | [ 10 ] |
| 1965        | 16 maj    | 26        | Junior Johnson  | Junior Johnson        | Ford        | 250       | 100 (160)       | 1:23.11   | 72,130               | Rapport   | [ 11 ] |
| 1966        | 3 april   | 6         | David Pearson   | Cotton Owens          | Dodge       | 250       | 100 (160)       | 1:27.41   | 68,428               | Rapport   | [ 12 ] |
| 1967        | 9 april   | 43        | Richard Petty   | Petty Enterprises     | Plymouth    | 250       | 100 (160)       | 1:26.05   | 69,699               | Rapport   | [ 13 ] |
| 1968        | 7 april   | 43        | Richard Petty   | Petty Enterprises     | Plymouth    | 250       | 100 (160)       | 1:15.32   | 79,435               | Rapport   | [ 14 ] |
| 1969        | 6 april   | 71        | Bobby Isaac     | Nord Krauskopf        | Dodge       | 250       | 100 (160)       | 1:15.52   | 79,086               | Rapport   | [ 15 ] |
| 1970        | 20 juni   | 71        | Bobby Isaac     | Nord Krauskopf        | Dodge       | 276       | 100,188 (160,3) | 1:27.11   | 68,011               | Rapport   | [ 16 ] |
| 1971        | 21 mars   | 43        | Richard Petty   | Petty Enterprises     | Plymouth    | 276       | 100,188 (160,3) | 1:28.32   | 67.700               | Rapport   | [ 17 ] |